# Landleguaner
Landleguaner (Conolophus) är ett släkte i familjen leguaner (Iguanidae) som är nära besläktad med havsleguanen. Djuren är endemiska på Galapagosöarna.
Till skillnad från havsleguanen lever dessa arter uteslutande på land, liksom alla andra ödlor. De saknar fullständigt simhud mellan tårna. Deras svans är kortare och föga hoptryckt, ryggkammen är svagare, och halsen är längre än hos havsleguanen. Landleguanerna gräver sig grunda hålor och livnär sig av landväxter, som kaktus och akaciablad.

## Taxonomi
Taxonomerna beskriver vanligen följande tre arter:
- Barringtons landleguan, Conolophus pallidus
- Galapagos landleguan, Conolophus subcristatus
- Galápagos rosa landleguan, Conolophus marthae (Conolophus rosada)[2]

Landleguanerna på Galapagos varierar i morfologi och färg mellan de olika öarnas tre arter. Det finns två taxonomiskt distinkta arter av Conolophus som lever på den västra delen av öarna (Conolophus marthae och Conolophus pallidus) och en i den centrala delen (Conolophus subcristatus).